# Mr. Brownstone
Mr. Brownstone er det femte nummer på det amerikanske Hard Rock band Guns N' Roses' debutalbum Appetite for Destruction.
Slash har oplyst, at sangen blev skrevet af ham og Izzy Stradlin, mens de var i Izzy Stradlin og kæresten Desi's lejlighed. Han fortæller, at de bare sad og klagede over at være heroin-misbrugere, da de pludselig begyndte at improvisere tekster og musik ("Brownstone" er et slang-ord for heroin). Teksten lavede en klar henvisning til den afhængelse stoffet forårsager. I verset står der: "I used to do a little, but a little wouldn't do, so the little got more and more", som oversat betyder: "Jeg plejede at tage lidt, men lidt kunne ikke række, så lidt blev mere og mere". Da de havde komponeret sangen, skrev de den ned på bagsiden af en indkøbspose som Axl senere fandt i lejligheden. Slash har sagt teksten beskriver en typisk dag i ham og Izzy's liv. 
Slash siger endvidere, at det var den første sang bandet skrev efter de blev signet af Geffen Records.